# Pedrajas de San Esteban
Pedrajas de San Esteban è un comune spagnolo di 3 322 abitanti situato nella comunità autonoma di Castiglia e León.